# Dreifaltigkeitskirche (Ulm)

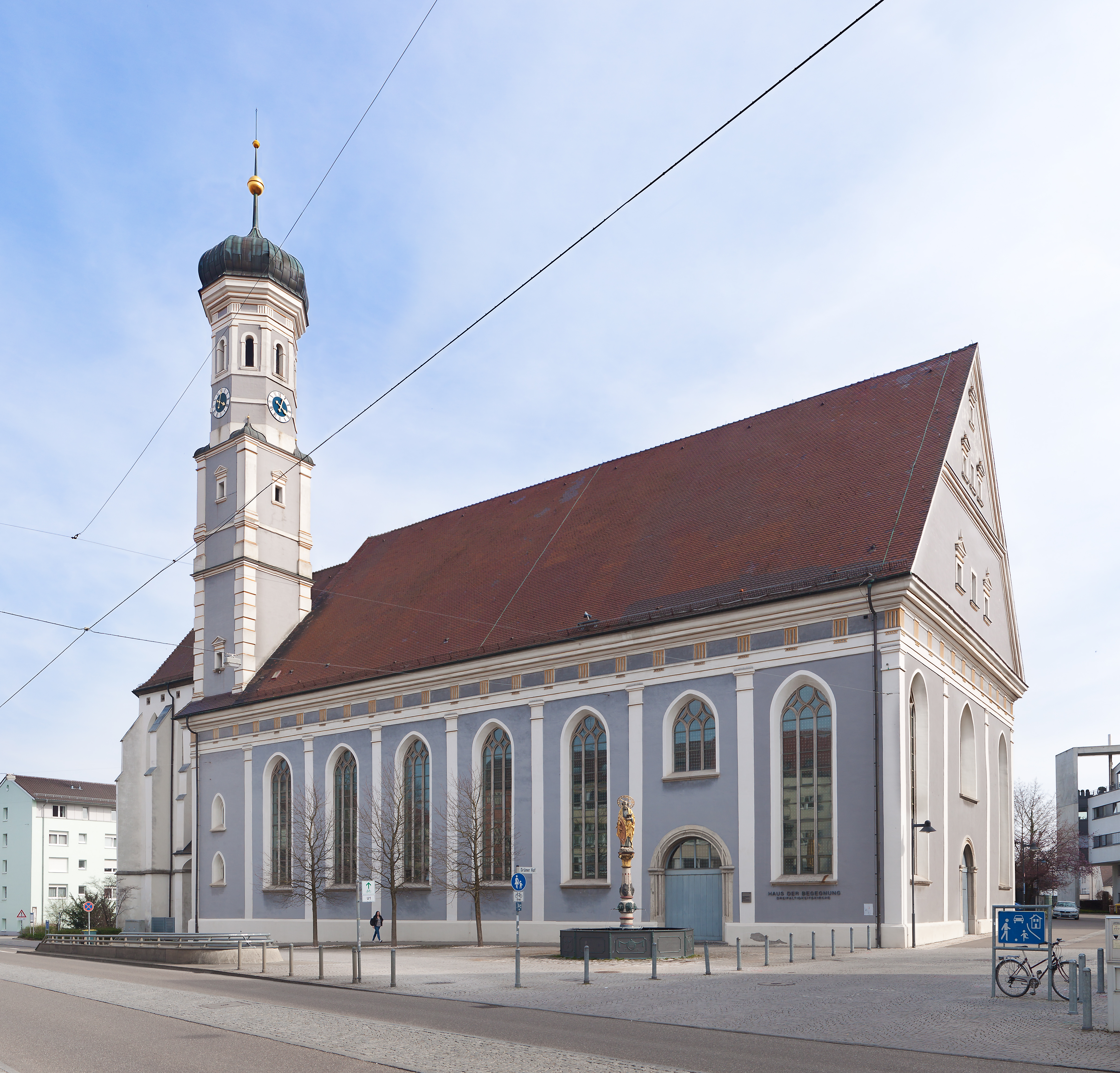
Dreifaltigkeitskirche (Haus der Begegnung) in Ulm (2015)

Die Dreifaltigkeitskirche in Ulm geht auf eine Gründung der Dominikaner zurück. Das Kirchengebäude wurde im Zweiten Weltkrieg weitgehend zerstört und war jahrzehntelang eine Ruine. Der Wiederaufbau erfolgte mit einer Nutzungsänderung. Das Gebäude wird seit 1984 als Haus der Begegnung der Evangelischen Gesamtkirchengemeinde Ulm genutzt.

## Geschichte

### Vorläuferbau Predigerkirche
Außerhalb der staufischen Stadtmauer Ulms (vor dem Diebstor, dem damaligen Osttor) erhielten die Dominikaner 1281 von Mechtildis Hunrärin, der Ehefrau des Dominus Krafft, ein Gartengrundstück als Geschenk und erbauten dort in den Folgejahren ein Kloster mit einer dreischiffigen Predigerkirche (Schiff 1305 geweiht, Chor 1321). Der ab 1348 im Ulmer Dominikanerkonvent wirkende Mystiker Heinrich Suso wurde 1366 in der Kirche begraben (bei einem Ausgrabungsversuch 1704 wurde dieses Grab allerdings vermutlich unerkannt zerstört).
In dem Kloster lebte auch der berühmte Schriftsteller Felix Fabri (* um 1438/1439 in Zürich; † wohl 14. März 1502 in Ulm), der Verfasser der Historia Suevorum und von Pilgerberichten aus dem Heiligen Land.
1531, nach der Reformation, verließen die Dominikaner Ulm. 1547 nochmals anlässlich einer Trauerfeier hergerichtet, die Karl V. für seine verstorbene Schwägerin abhalten ließ, verfiel die Kirche in den folgenden Jahrzehnten und wurde 1538 größtenteils wegen Baufälligkeit abgetragen, lediglich der gotische Chor blieb erhalten. 1613 wurden die Klosterbauten abgebrochen.

### Dreifaltigkeitskirche 1617 bis 1944

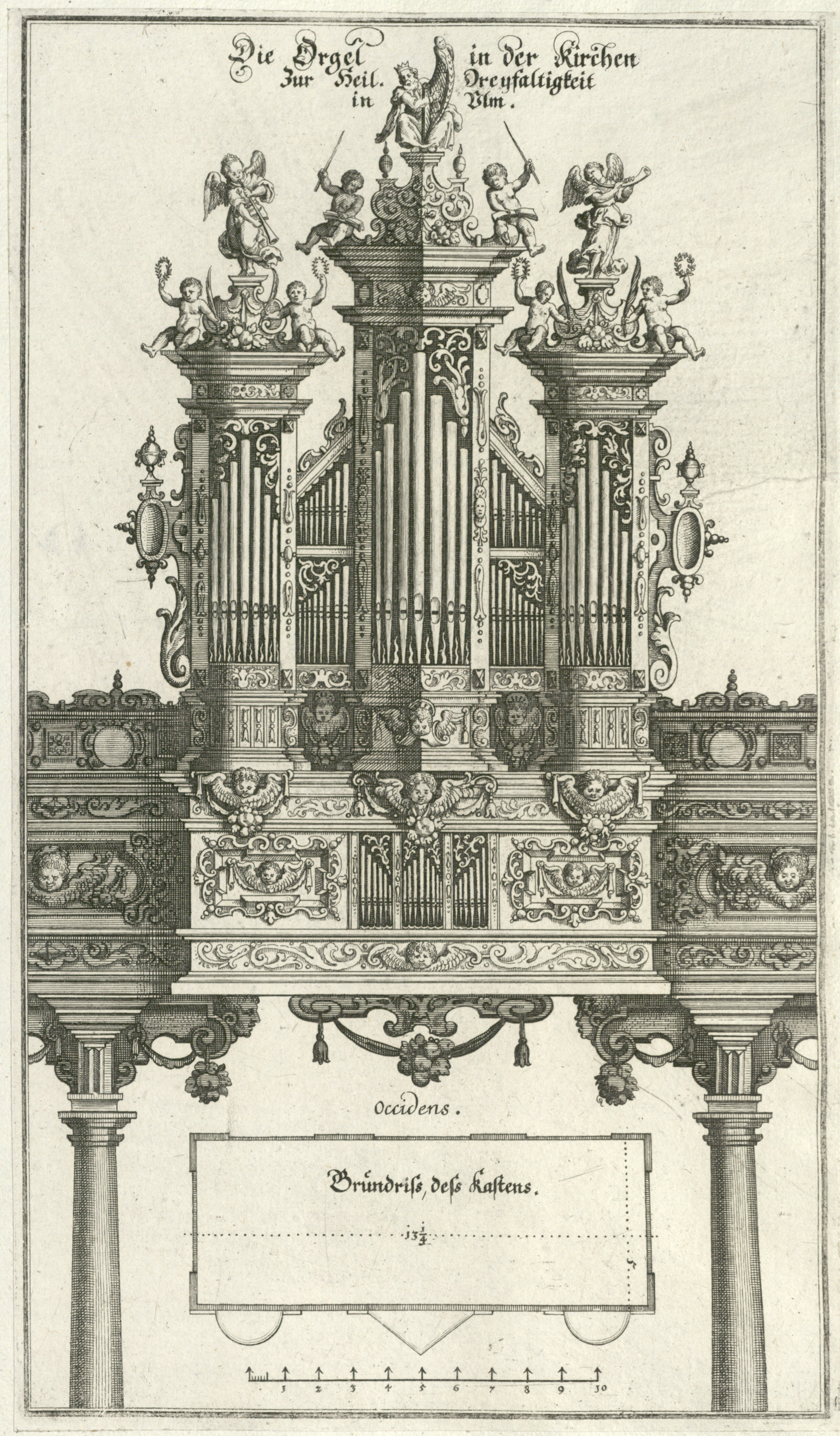
Die Ehemann-Orgel von 1641 (Kupferstich, 1643, Matthäus Merian d. Ä.)

Auf Bestreben des Stadtrates entschied man sich 1617 für einen Kirchenneubau, da die Anzahl der Evangelischen in der Unteren Stadt stark gestiegen war und man zum Reformations-Jubiläum einen geeigneten Zeitpunkt sah. Vor dem gotischen Chor der Predigerkirche auf den Grundmauern des alten Schiffes wurde unter dem Ulmer Stadtwerkmeister Martin Banzenmacher (unrichtige alte Angaben: Leonhard und Martin Buchmüller) eine Saalkirche in der Bauform der Querkirche im Renaissance-Stil errichtet, mit einem Zwiebelturm im Winkel zwischen Schiff und Chor. Die Grundsteinlegung erfolgte 1617, Einweihung war am 16. September 1621.
Die Nordwand des Schiffes der nunmehrigen Dreifaltigkeitskirche erhielt einen Kanzelpfeiler. Im Süden gegenüber wurde eine reichgeschnitzte hölzerne Empore eingebaut. Die Balkendecke wurde mit ornamentierten Stuckfeldern dekoriert, die Wand darunter mit einem umlaufenden Stuckfries (Triglyphenfries mit Fruchtgehängen in den Metopenfeldern). Die Kanzel und im Chor der Hochaltar wurden von Martin Buchmüller gefertigt. Von Martin Buchmüller stammte wohl ein Teil des Chorgestühls, das sonst mit H.W (= Hans Wörz) signiert ist. Das Altargemälde wurde 1621 von Hans Tenzel gefertigt, der Schnitzer der mit hoher Qualität geschaffenen frühbarocken Hauptfiguren des Altars – wenn nicht Wörz selbst – ist unbekannt.
1641 baute der Ulmer Orgelbauer Johann Ehemann auf der Westempore eine neue Orgel, die größtenteils von Joseph Furttenbach und seinem Bruder Abraham Joseph finanziert wurde. Bereits zwei Jahre später erschien ein Kupferstich Matthäus Merians d. Ä. (vgl. nebenstehende Abbildung), der einerseits die einzige Abbildung einer Orgel in seinem umfangreichen Schaffen darstellt und andererseits als einer der frühesten erhaltenen Orgelstiche gilt. 1714 wurde die Ehemann-Orgel erneuert und schließlich 1857 ersetzt.
1809 wurde die Dreifaltigkeitskirche Pfarrkirche der Ulmer „unteren Stadt“. 1817 wurden Gemälde angebracht, darunter eines des Reformators Luther. In der zweiten Hälfte des 19. Jahrhunderts erfolgten diverse Umbauten und Neugestaltungen des Innenraums, so wurde 1857 die Orgel ersetzt und 1895/96 die Orgelempore erneuert.
Wegen ihrer guten Akustik wurde die Dreifaltigkeitskirche auch als Konzertkirche geschätzt, zwischen 1896 und 1944 konzertierte hier der Ulmer Oratorienchor regelmäßig. Am 17. Dezember 1944 wurde die Kirche bei einem schweren Bombenangriff bis auf die Außenmauern von Schiff, Chor und Turm zerstört. Die gesamte wertvolle Innenausstattung (Altar, Kanzel, Chorgestühl und Empore) verbrannte. Es existieren jedoch alte Abbildungen der Ausstattung.

### Nach dem Zweiten Weltkrieg
Um 1950 erfolgten Befestigungsarbeiten und eine provisorische Überdachung der ausgebrannten Ruine. 1949 bis 1951 diente die ehemalige Sakristei als Dreifaltigkeitskapelle für Gottesdienste. Da im Umkreis keine nennenswerte Gemeinde mehr existierte, wurde 1953 entschieden, die Dreifaltigkeitskirche nicht wieder als Kirche aufzubauen. Weitere Teile des partiell noch erhaltenen Stuckfrieses waren mittlerweile abgestürzt. In der Folgezeit diente der Chor zeitweilig als Steinmagazin des Ulmer Museums, das Schiff als Kulissenmagazin des Stadttheaters. Ein von Stadt und Kirche zunächst gemeinsam geplanter Konzertsaal wurde nicht realisiert.
Nachdem 1975 ein vom 42 m hohen Turmschaft herabgefallener Steinbrocken ein parkendes Auto beschädigt hatte, wurde eine Sicherung des Turmes erforderlich. Dabei wurde beschlossen, ihn zu renovieren und auch die ursprüngliche Turmzwiebel wiederherzustellen. Die 1977 fertiggestellte Turmrenovierung wirkte als Initialzündung zur Rekonstruktion des gesamten Baus, um ihn anschließend als kirchliches Begegnungszentrum zu nutzen.
In den folgenden Jahren wurde das Äußere der Kirche komplett wiederhergestellt und der Innenraum dem neuen Nutzungskonzept gemäß ausgebaut. Schiff und Chor wurden dabei durch ein Treppenhaus getrennt und durch horizontal eingezogene Zwischendecken geteilt. So entstanden u. a. ein Chorraum (ohne Wiederherstellung des gotischen Kreuzgewölbes) mit neuer Empore und ein großer Saal (mit rekonstruierter Stuckdecke und Fries) auf der nunmehr zweiten Ebene des Schiffs mit Sitzplätzen für rund 500 Personen. Seit 1984 dient die Dreifaltigkeitskirche Ulm unter der Bezeichnung „Haus der Begegnung“ als Begegnungs- und Bildungszentrum der Evangelischen Gesamtkirchengemeinde Ulm. Darüber hinaus beherbergt sie das Büro des Evangelischen Kreisbildungswerkes Ulm/Blaubeuren, das Archiv der Ulmer Prälatur sowie eine Evangelische Medienstelle.